# Goldthwaite
Goldthwaite is een plaats (city) in de Amerikaanse staat Texas, en valt bestuurlijk gezien onder Mills County.

## Demografie
Bij de volkstelling in 2000 werd het aantal inwoners vastgesteld op 1802.
In 2006 is het aantal inwoners door het United States Census Bureau geschat op 1812, een stijging van 10 (0,6%).

## Geografie
Volgens het United States Census Bureau beslaat de plaats een oppervlakte van
4,5 km², geheel bestaande uit land. Goldthwaite ligt op ongeveer 479 m boven zeeniveau.

## Plaatsen in de nabije omgeving
De onderstaande figuur toont nabijgelegen plaatsen in een straal van 40 km rond Goldthwaite.